# Platanthère d'Algérie
Platanthera algeriensis
Espèce
Synonymes
Platanthera chlorantha subsp. algeriensis (Battandier & Trabut) Emberger, 1935
Statut de conservation UICN

 LC  : Préoccupation mineure
Statut CITES
La Platanthère d'Algérie (Platanthera algeriensis) est une espèce de plantes à fleurs de la famille des Orchidaceae. C'est une orchidée terrestre européenne et nord-africaine, appartenant au genre Platanthera Richard, 1817 et au groupe Platanthera chlorantha.

## Synonyme
Platanthera chlorantha subsp. algeriensis (Battandier & Trabut) Emberger, 1935

## Étymologie
De l'Algérie, où le type a été décrit.

## Description

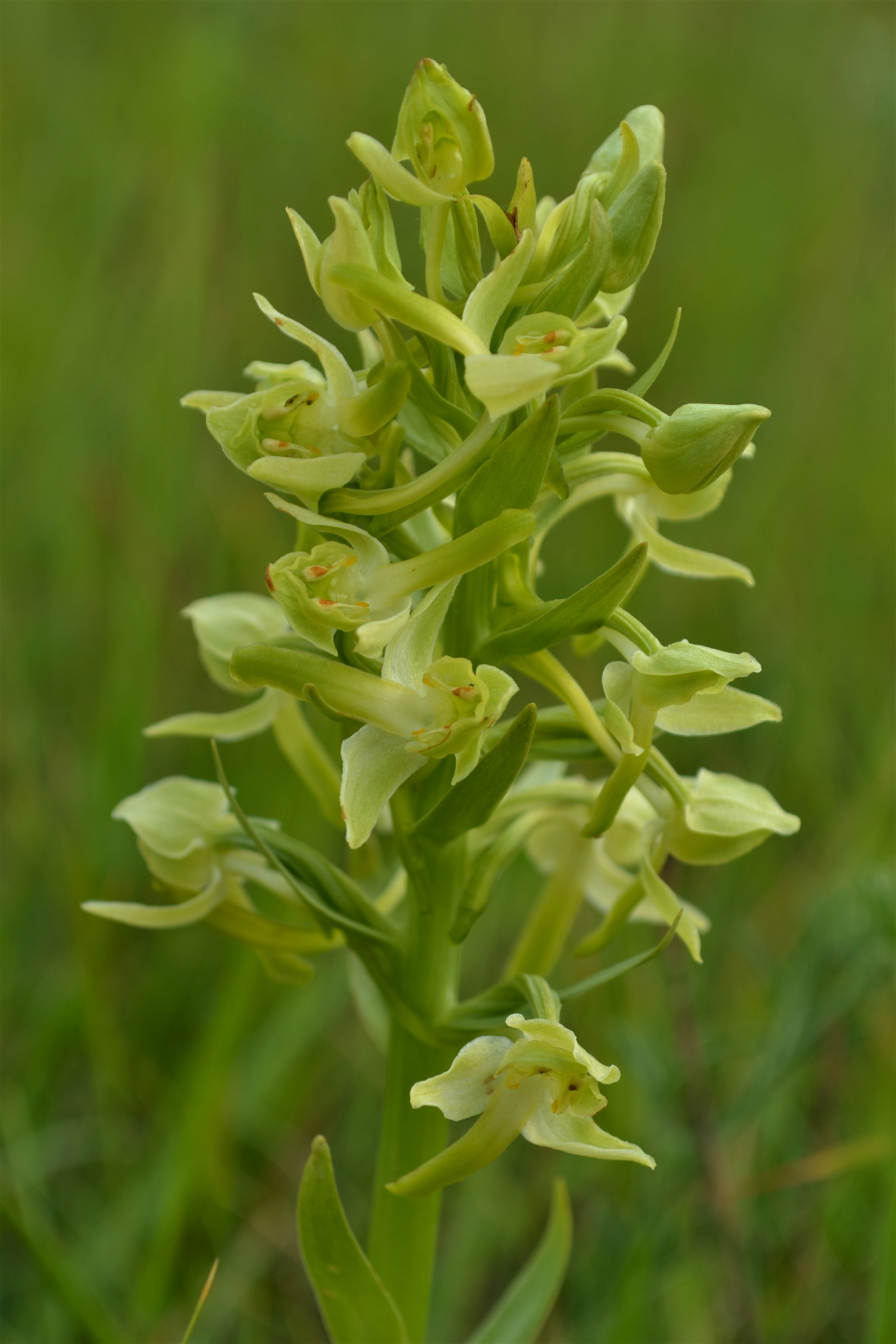
Détail, même lieu.

- Plante verdâtre d'aspect robuste (feuilles basales, tige…), jusqu'à 80 cm.

- Feuilles : 3 à 4, dont 2 basales oblongues à lancéolées.

- Fleurs : jusqu'à une trentaine, du vert clair au vert jaunâtre.

Bractées : ne dépassant pas l'inflorescence.

## Floraison
Mai à juillet.

## Biotope
Terrains acides humides à détrempés (pâtures, bords de fossés, tourbières…), de 0 à 2.000 m d'altitude.

## Répartition
- France métropolitaine : Pyrénées-Orientales, Alpes-Maritimes, Corse.
- Hors France : Afrique du Nord (Atlas), Italie (Abruzzes, Sardaigne), Espagne du sud.

## Protection
Aucune en France métropolitaine, mais souhaitable en raison de sa rareté sur ce territoire.
Statut de conservation UICN : Préoccupation mineure (LC).